# Cantons del Loiret

Cantons del Loiret segons la seva densitat de població

Els Cantons del Loiret (Centre - Vall del Loira) són 41 i s'agrupen en tres districtes: 
- Districte de Montargis (12 cantons, amb cap a la sotsprefectura de Montargis) :

cantó d'Amilly - cantó de Bellegarde - cantó de Briare - cantó de Châlette-sur-Loing - cantó de Château-Renard - cantó de Châtillon-Coligny - cantó de Châtillon-sur-Loire - cantó de Courtenay - cantó de Ferrières-en-Gâtinais - cantó de Gien - cantó de Lorris - cantó de Montargis
- Districte d'Orleans (24 cantons, amb cap a la prefectura d'Orleans) :

cantó d'Artenay - cantó de Beaugency - cantó de Châteauneuf-sur-Loire - cantó de Chécy - cantó de Cléry-Saint-André - cantó de La Ferté-Saint-Aubin - cantó de Fleury-les-Aubrais - cantó d'Ingré - cantó de Jargeau - cantó de Meung-sur-Loire - cantó de Neuville-aux-Bois - cantó d'Olivet - cantó d'Orléans-Bannier - cantó d'Orléans-Bourgogne - cantó d'Orléans-Carmes - cantó d'Orléans-La Source - cantó d'Orléans-Saint-Marc-Argonne - cantó d'Orléans-Saint-Marceau - cantó d'Ouzouer-sur-Loire - cantó de Patay - cantó de Saint-Jean-de-Braye - cantó de Saint-Jean-de-la-Ruelle - cantó de Saint-Jean-le-Blanc - cantó de Sully-sur-Loire
- Districte de Pithiviers (5 cantons, amb cap a la sotsprefectura de Pithiviers) :

cantó de Beaune-la-Rolande - cantó de Malesherbes - cantó d'Outarville - cantó de Pithiviers - cantó de Puiseaux